# Натаніель Філліпс
Натаніель Гаррі Філліпс (англ. Nathaniel Harry Phillips; нар. 21 березня 1997, Болтон, Англія) — англійський професіональний футболіст, центральний захисник «Ліверпуля». На умовах оренди грає за «Дербі Каунті».

## Кар'єра
До 2016 року був гравцем юнацької команди «Болтона», після чого до з 2016 до 2019 тренувався в академії «Ліверпуля». Крім того, 2018 року почав залучатися до тренувань дорослої команди.
В 2019 році виступав в оренді за німецький «Штутгарт». 1 січня 2020 року Натаніель повертається до складу «Ліверпуля» , а 5 січня дебютує в матчі Кубку Англії проти «Евертона». 13 січня повертається в «Штутгарт» до кінця сезону.
31 жовтня дебютував в Прем'єр-лізі в матчі проти «Вест Гема», який закічився перемогою «мерсисайдців» з рахунком 2:1.

## Статистика
Станом на 30 грудня 2020 
| Клуб                | Сезон             | Ліга              | Ліга | Ліга  | Кубок | Кубок | Кубок ліги | Кубок ліги | Єврокубки | Єврокубки | Інші турніри | Інші турніри | Усього | Усього |
| Клуб                | Сезон             | Дивізіон          | Ігор | Голів | Ігор  | Голів | Ігор       | Голів      | Ігор      | Голів     | Ігор         | Голів        | Ігор   | Голів  |
| ------------------- | ----------------- | ----------------- | ---- | ----- | ----- | ----- | ---------- | ---------- | --------- | --------- | ------------ | ------------ | ------ | ------ |
| «Ліверпуль»         | 2019–20           | Прем'єр-ліга      | 0    | 0     | 1     | 0     | 0          | 0          | 0         | 0         | 0            | 0            | 1      | 0      |
| «Ліверпуль»         | 2020–21           | Прем'єр-ліга      | 3    | 0     | 0     | 0     | 0          | 0          | 0         | 0         | 0            | 0            | 3      | 0      |
| «Ліверпуль»         | Усього            | Усього            | 3    | 0     | 1     | 0     | 0          | 0          | 0         | 0         | 0            | 0            | 4      | 0      |
| «Штутгарт» (оренда) | 2019–20           | Друга Бундесліга  | 19   | 0     | 3     | 0     | —          | —          | —         | —         | —            | —            | 22     | 0      |
| Усього за кар'єру   | Усього за кар'єру | Усього за кар'єру | 22   | 0     | 4     | 0     | 0          | 0          | 0         | 0         | 0            | 0            | 26     | 0      |

## Досягнення
«Штутгарт»
- Віце-чемпіон другої Бундесліги: 2019–20

«Ліверпуль»
Володар Суперкубка Англії: 2022